# Bufo longinasus
Bufo longinasus é uma espécie de anfíbio da família Bufonidae.
É endémica de Cuba.
Os seus habitats naturais são: florestas subtropicais ou tropicais húmidas de baixa altitude, rios, rios intermitentes e marismas de água doce.
Está ameaçada por perda de habitat.